# Gabe Newell
Gabe Logan Newell (Colorado, SAD, 3. studenoga 1962.), općenito poznat po njegovom nadimku Gaben, američki je računalni programer i poslovni čovjek najpoznatiji kao suosnivač programera videoigara i tvrtke za digitalnu distribuciju Valve. Pohađao je Sveučilište Harvard početkom 1980-ih godina. Od fakulteta je, međutim, odustao te je počeo raditi za Microsoft kao producent nekih ranijih operativnih sustava Windows.
Dok su još radili u tvrtki sredinom 1990-ih, Newell i njegov suradnik Mike Harrington postali su uvjereni da su videoigre budućnost zabave nakon što su igrali Doom i Quake id Softwarea. Zaintrigirani izgledom da osnuju vlastiti studio za razvoj igara, Newell i Harrington napustili su Microsoft 1996. i osnovali Valve, gdje Newell ostaje predsjednik.